# Narrenturm
Narrenturm – powieść historyczna z elementami fantastyki autorstwa Andrzeja Sapkowskiego, wydana w 2002 roku przez wydawnictwo superNOWA. 
Pierwsza część Trylogii husyckiej. Całość trylogii to:
- Narrenturm
- Boży bojownicy
- Lux perpetua

Sam tytuł, czyli „Wieża Błaznów” („Narr” - błazen, „turm” - wieża), w średniowieczu oznaczał wieżę, w której trzymano ludzi chorych umysłowo.
Powieść była nominowana do Nagrody Literackiej Nike 2003.

## Fabuła
Tematem powieści są przygody Reinmara z Bielawy, zwanego Reynevanem. Akcja Narrenturm rozgrywa się na Dolnym Śląsku w roku 1425. Tłem dla powieści są wojny husyckie. Akcja rozpoczyna się, gdy bracia Sterczowie spotykają Reinmara w łóżku z Adelą von Stercza, żoną Gelfrada von Stercza. W czasie nagłej ucieczki bohatera w nieszczęśliwym wypadku ginie jeden z braci. Od tamtego momentu bracia Gelfrada chcą zemścić się na Reinmarze i wynajmują opryszków w celu jego pojmania. Reinmar postanawia uciec do swojego brata Peterlina, a po drodze spotyka rycerza Zawiszę Czarnego. Gdy Reinmar dociera do Powojowic, gdzie jego brat doglądał farbowania sukien w foluszu, dowiaduje się, że Peterlin został zamordowany. Podejrzenie pada na opryszków wysłanych przez braci Sterczów. Reynevan rusza w dalszą drogę szukając zemsty na rodzie Sterczów oraz kierując się do Ziębic, gdzie przetrzymywana jest Adela, w pragnieniu odzyskania ukochanej. Po drodze z opresji ratuje go tajemnicza Nikoletta, a następnie poznaje demeryta Szarleja, który towarzyszy mu w dalszej drodze. Spotykają wiedźmy, które przepowiadają Reinmarowi przyszłość:

Mówi Izajasz: zgromadzeni, uwięzieni w lochu, zamknięci w więzieniu. Amulet… I szczur… Amulet i szczur. Jin i jang, Keter i Malkut. Słońce, wąż i ryba. Odemkną się, uchylą wrota Piekieł, wonczas runie wieża, zawali się turris fulgurata, wieża trafiona piorunem. W proch rozsypie się Narrenturm, błazna pod gruzami pogrzebie.

Razem z Szarlejem trafiają do zakonu, gdzie odprawiają egzorcyzmy i poznają olbrzymiego Samsona Miodka. Gdy w trójkę docierają na turniej rycerski w Ziębicach, okazuje się, że Adela nie darzy już żadnym uczuciem Reinmara i jest związana z księciem Janem ziębickim.

## Wydania i tłumaczenia
Tłumaczenia:
- wydanie czeskie, wyd. Leonardo, Ostrava 2003
- wydanie słowackie, wyd. Slovart, 2003
- wydanie rosyjskie, wyd. AST – Chranitiel, Moskwa 2005
- wydanie niemieckie, wyd. Dtv, München 2005
- wydanie ukraińskie, wyd. Zielony Pies, Kijów 2006
- wydanie hiszpańskie, wyd. Alamut, 2009
- wydanie amerykańskie, wyd. Orbit, 2020
- wydanie angielskie, wyd. Gollancz, 2020
  - wydanie angielskie, wyd. Gollancz, 2020

Powieść została wydana w Polsce także w postaci audiobooka. W nagraniu udział wzięło ponad 100 lektorów, m.in. Krzysztof Gosztyła, Maciej Gudowski, Lesław Żurek, Henryk Talar i Krzysztof Wakuliński.